# Missak Manouchian
Missak (Michel) Manouchian (Adıyaman, 21 de septiembre de 1906 – Suresnes, 21 de febrero de 1944) fue un militante comunista activo en Francia de origen armenio, miembro la Mano de obra inmigrada (MOI), responsable des FTP-MOI de la región de París. Fue fusilado por el Tercer Reich en el fuerte del mont Valérien. 
El 21 de febrero de 2024, Missak Manouchian y su esposa Mélinée serán trasladados al Panteón de París, transformándose así en el primer extranjero y el primer comunista en ser enterrado en este monumento destinado a honrar a los grandes personajes que han marcado la historia de Francia.

## Infancia y juventud
Missak Manouchian nació en Adıyaman (Imperio Otomano) el 1 de septiembre de 1906 en una familia de campesinos de etnia armenia. Siendo muy niño, quedó huérfano de padre, probablemente muerto por los militares turcos durante el genocidio armenio.Su madre falleció poco después, víctima del hambre desencadenada poco después. Missak fue acogido, junto con su hermano Karabet, en un orfanato del Mandato francés de Siria, en la actual Siria.
En 1925, ambos hermanos llegaron a la Francia metropolitana, desembarcando en el puerto de Marsella, donde Missak trabajó como carpintero, oficio que había aprendido en el orfanato. Poco más tarde ambos hermanos se trasladaron a París, donde Karabet cayó enfermo. Missak logró encontrar trabajo en la fábrica automovilística de la Citroën como tornero, para poder cubrir sus necesidades. Karabet falleció en 1927 y Missak fue despedido tras la crisis económica en Francia a principios de los años 1930 como consecuencia del Crack del 29.
Para ganarse la vida, posa como modelo para escultores. Missak, no obstante, también escribe poemas y, junto a un amigo también armenio, Semma, fundó dos revistas literarias, Tchank (Esfuerzo) y Machagouyt (Cultura), en las que publican artículos sobre la Literatura francesa y la Literatura armenia y tradujeron a Baudelaire, Verlaine y Rimbaud al armenio. Por esa misma época, Missak y Semma se inscribieron en la universidad de la Sorbona como oyentes, para seguir allí cursos de Literatura, Filosofía, Economía política y de Historia. 

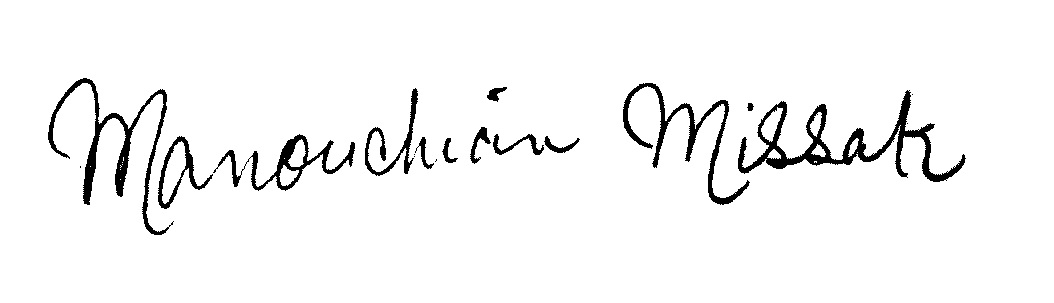

En 1934, Missak pasó a militar en el Partido Comunista Francés. En 1935, es elegido secretario del Comité de Auxilio a Armenia (HOC), que de hecho depende de la MOI. Pasó a ser entonces un militante "liberado".En dicho Comité encontró, el mismo año de 1935, a Mélinée Manouchian quien se convertiría en su compañera. Por esas mismas fechas, era igualmente responsable del diario Zangou (nombre de un río armenio).

## La Segunda Guerra Mundial

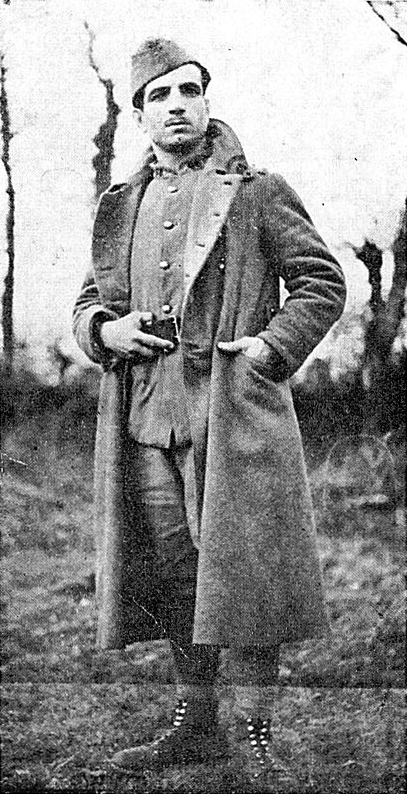
Fotografía de Manouchian publicada en 1940

En 1939, al momento de desencadenarse las hostilidades de la Segunda Guerra Mundial, parece ser que, en tanto que ciudadano extranjero, fue destinado forzosamente a una fábrica en la región de Ruan. De regreso a París, tras la derrota sufrida por el Ejército francés en la batalla de Francia y la firma del armisticio del 22 de junio de 1940, retomó sus actividades políticas, que por esas fechas eran ilegales puesto que el Partido Comunista Francés había sido puesto fuera de la ley en Francia en septiembre de 1939, tras la firma del Pacto Ribbentrop-Mólotov.
Manouchian fue detenido durante una operación policial anticomunista antes del 22 de junio de 1941, fecha de la Operación Barbarroja, la invasión de la Unión Soviética por la Alemania nazi. Fue internado en el campo de internamiento de Compiègne, para ser no obstante liberado al cabo de pocas semanas, sin que se presentasen cargos contra él. 
Pasó a convertirse entonces en el responsable político de la sección armenia clandestina de la MOI, cuyas actividades no son muy conocidas hasta 1943. En febrero de ese año, Manouchian pasó a la FTP-MOI, grupo de los Francs-tireurs et partisans - Main-d'oeuvre immigrée de París, que eran grupas armados constituidos en abril de 1942 bajo la dirección de Boris Holban, de origen judío de Besarabia. El primer comando o destacamento al que se le destinó estaba formado esencialmente por judíos de origen húngaro y rumano, junto a algunos armenios. El 17 de marzo tomó parte en su primera acción armada, en Levallois-Perret, pero la indisciplina de que hizo gala le valió una severa reprimenda y un alejamiento de la acción. 
En julio de 1943, pasó a ser comisario técnico de los FTP-MOI de París. En agosto, fue nombrado comisario militar de los FTP-MOI parisinos, sustituyendo a Boris Holban, quien había sido apartado de sus funciones por motivos disciplinarios. Joseph Epstein, responsable de otro grupo de los FTP-MOI, había pasado a ser el responsable del conjunto de los FTPF de la región de París. Era pues el superior jerárquico de Manouchian que, por su parte, tenía bajo sus órdenes directas a tres destacamentos, es decir, un total de una cincuentena aproximada de militantes. Se debe anotar en su cuenta la ejecución, el 28 de septiembre de 1943, del general Julius Ritter, adjunto para la Francia ocupada de Fritz Sauckel, el responsable de la movilización de la mano de obra esclava en la Europa ocupada por la Alemania nazi. Los grupos bajo el mando de Manouchian ejecutaron cerca de una treintena de operaciones en París entre agosto y mediados de noviembre de 1943.
La Brigada Especial número 2 de los servicios de contraespionaje de la Francia de Vichy, colaboracionista con los alemanes, había logrado efectuar dos redadas en marzo y julio de 1943. A partir de los resultados de estas dos redadas, pudo llevar a cabo una importante redada que desembocó en el desmantelamiento completo de los FTP-MOI de París a mediados de noviembre, con 68 militantes arrestados, entre los cuales se hallaban Manouchian y Joseph Epstein. Manouchian fue mantenido detenido en Évry Petit-Bourg. La compañera de Manouchian, Mélinée, logró escapar de la Policía. Missak Manouchian, torturado, así como veinte de sus camaradas, fueron entregados a la Gestapo, y los alemanes explotaron el tema con fines propagandísticos. La famosa Affiche rouge, de la que se imprimieron 15.000 ejemplares, describía a Missak Manouchian en estos términos: "Manouchian, armenio, jefe de banda, 56 atentados, 150 muertos, 600 heridos".
Los veintidós hombres fueron fusilados en el Mont-Valérien el 21 de febrero de 1944. Está enterrado en el cementerio de Ivry-sur-Seine. Olga Bancic, detenida en la misma redada, fue decapitada en la prisión de Stuttgart el 10 de mayo de 1944.

## Homenajes póstumos
- En 1955, con motivo de la inauguración de la calle "Du Groupe Manouchian" (del grupo Manouchian), situada en el distrito XX de París, el poeta Aragon escribió un poema titulado Strophes pour se souvenir ("Estrofas para recordarlo"), librement inspirado en la última carta que Missak Manouchian dirigió a su esposa Mélinée ; el poema fue posteriormente musicado por Léo Ferré con el título de L'affiche rouge, en 1959.
- El poeta francés Serge Venturini, Éclats d’une poétique du devenir transhumain (Transhumanismo), 2003-2008 (Livre III), edición L’Harmattan, colección « Poetas de los cincos continentes », París, 2009 (libro dedicado a Missak Manouchian, « a el hombre-poeta, revolucionario resistente ») ISBN 978-2-296-09603-5
- La película El ejército del crimen de Robert Guédiguian (2009) narra la actividad de Manouchian durante la Ocupación en lo que el autor califica de leyenda moderna.